# Аз I
Аз I (грец. Αζης, кхар. ayasa) — цар царів сакаравалів, відомий передусім з нумізматичних джерел, ймовірно син Спаліріса-Спалахора та небіж Вонона. Отримав титул царя царів у 58/57 рр. до н. е., започаткувавши з цього року нову еру — так звану еру Аза, яку досить впевнено пов'язують з відомою індійською ерою Вікрама. Наразі знов висловлено припущеня щодо «змолодшення» Ери Аза на десять років, побудоване на аналізі особливостей македонського календаря, яке зразу ж отримало й контраргументи. Синхронізація різних ер (грецька ера, парфянська тощо) які були вживані у регіоні має неабияке значення для синхронізації та подальшого бачення тогочасних подій. Отже, наразі думка про відповідність ери Аза ері Вікрама, яка використовувалася у певних регіонах Індії до новітніх часів, залишається більш-менш прийнятною.
За часів Аза I відбулися наступні події. На заході, у Парфії, сакаравлами, яких очолював Міхран Сурена (ступінь родинних стосунків Аза I та Міхрана, окрім належності до однієї династії, невизначено), до влади було приведено Орода II, як це й було раніше з його дідом Сінатруком. Далі, невелике, але вкрай мобільне військо сакаравлів отримує блискучу та зразкову перемогу над щонайменше втричі більшою армією триумвіра Красса біля Карр. Ця перемога й наразі лишається академічним зразком, й її описано майже у кожному військовому підручнику. Протягом року Міхрана було вбито Ородом II.
Невідомо, як ця подія відобразилася на відносинах Ород-Аз, але нумізматично підтверджено рух умовно західних груп сакаравлів (про їхню «західність» свідчить належність до маздаїзму) на схід та на південь, у глиб Індії.
Ймовірним наступником Аза I з 35 р. до н.е був Азіліс.

## Аз Iв епіграфіці
За Ерою Аза датовано наступні написи на кхароштхі (пряма згадка):
CKI 060 [Архівовано 12 серпня 2018 у Wayback Machine.]; CKI 242 [Архівовано 19 березня 2017 у Wayback Machine.]; CKI 405 [Архівовано 19 березня 2017 у Wayback Machine.]; CKI 251 [Архівовано 19 березня 2017 у Wayback Machine.]; CKI 257 [Архівовано 19 березня 2017 у Wayback Machine.]; CKI 266 [Архівовано 19 березня 2017 у Wayback Machine.] 
CKI 358 [Архівовано 19 березня 2017 у Wayback Machine.]; CKI 331 [Архівовано 19 березня 2017 у Wayback Machine.]; CKI 172 [Архівовано 19 березня 2017 у Wayback Machine.]; CKI 544 [Архівовано 20 березня 2017 у Wayback Machine.]; CKI 563 [Архівовано 20 березня 2017 у Wayback Machine.]; CKI 564 [Архівовано 20 березня 2017 у Wayback Machine.]
Гіпотетично Ерою Аза датують ще низку епіграфічних пам'яток.

## Додатково
- McEvilley, Thomas (2002). The Shape of Ancient Thought. Comparative studies in Greek and Indian Philosophies. Allworth Press and the School of Visual Arts. ISBN 1-58115-203-5. Процитовано 9 січня 2017.
- W.W. Tarn (2010). The Greeks in Bactria and India. Cambridge University Press. ISBN 978-1-108-00941-6. Архів оригіналу за 5 січня 2017. Процитовано 9 січня 2017.
- Монети Аза I